# Różka Korczak-Marla
Różka Korczak-Marla (hebrejsky רוז׳קה קוֹרצ׳ק-מַרלָא‎, 24. dubna 1921 – 5. března 1988) byla židovská partyzánka a účastnice protinacistického odboje.

## Biografie
Narodila se v Bílsku do rodiny zbožného obchodníka s dobytkem a měla dvě mladší sestry. Jelikož na vesnici nebyla židovská škola, studovala v klasické polské, přičemž v osmé třídě zorganizovala stávku židovských žáků v reakci na antisemitské poznámky ředitele školy. V roce 1934 se s rodinou, v důsledku finanční tísně, přestěhovala do města Płock ve středním Polsku. Kvůli nedostatku finančních prostředků nemohla navštěvovat školu, což si vynahrazovala večerními kurzy. Vstoupila do levicového sionistického mládežnického hnutí ha-Šomer ha-ca'ir a stala se jednou z jeho instruktorek. Po vypuknutí druhé světové války se díky tomuto hnutí dostala do Vilniusu, kde se dozvěděla o deportaci své rodiny do města Piotrków Trybunalski. Pracovala v místní továrně a navštěvovala večerní střední školu, aby zlepšila svou jidiš a rozšířila si přehled o židovské kultuře. Poté, co Litvu v červenci 1940 zabral Sovětský svaz, přešel ha-Šomer ha-ca'ir do podzemí.
Po zničení vilniuského ghetta se rozhodla zapojit do ozbrojeného odboje v rámci ghetta. Aktivně se angažovala rovněž ve Sjednocené partyzánské organizaci (v jidiš: Fareynegte Partizaner Organizatsye), v níž se starala o sirotky a knihovnu v ghettu. Když byl zabit její velitel Jicchak Wittenberg, opustila ghetto a pokračovala v odboji v lesích. V červenci 1944 se vrátila do osvobozeného Vilniusu a byla vyslána přes Rumunsko do britské mandátní Palestiny. Tam dorazila 12. prosince 1944 a následně židovskému vedení jišuvu vylíčila hrůzy holokaustu a aktivity partyzánů.
V roce 1947 se usadila v kibucu Ejn ha-Choreš a po válce za nezávislost se zapojila do řady vzdělávacích projektů jak v rámci svého kibucu, tak v rámci kibucového hnutí ha-Kibuc ha-arci. Společně s Abou Kovnerem založila Vzdělávací a výzkumné centrum holocaustu Giv'at Chaviva. Provdala se za Aviho Marlu, se kterým měla tři děti: Jehudu, Jonat a Gadi. V 60. letech stála u zrodu institutu Morešet. V letech 1958 až 1961 a poté znovu v letech 1980 až 1981 působila v pozici tajemnice kibucu Ejn ha-Choreš.
V roce 1964 byla v hebrejštině publikována její biografie Lehavot ba-efer („Plameny v popelu“).